# Rostov Veliki
Rostov (ruski: Росто́в; stari nordijski: Rostofa) je jedan od najstarijih gradova u Rusiji i važno turističko središte u t.zv. Zlatnom prstenu. Nalazi se na obalama jezera Nera u Jaroslavljskoj oblasti.
Broj stanovnika: 35.300 (2002.).
Iako je službeno ime gradu Rostov, Rusima je bolje poznat kao Rostov Veliki (ruski: Росто́в Вели́кий, čitaj: Rostov Velikij). Ovo ime je dano za razlikovati ga od Rostova na Donu, koji je sada mnogo veći grad. "Rostov Jaroslavljski" je službeno ime za njegovu željezničku postaju (jer se nalazi u istoimenoj oblasti). Sam grad je rijetko tako bio nazivan.

## Povijest
Prvi put se spominje godine 862. kao, već tada, važno naselje. Do 13. stoljeća postaje glavni grad jedne od najprominentnijih ruskih kneževina. Postao je dijelom Moskovske kneževine koncem 15. stoljeća.
Iako je izgubio nezavisnost, Rostov je još uvijek bio crkveno središte velike važnosti (od 988. bio je sjedište jedne od prvih ruskih biskupija). 
U 14. stoljeću, rostovski biskupi su postali nadbiskupi, i, koncem 16. stoljeća, metropoliti. 
Jedan od tih metropolita, Jona Sisojevič (oko 1607. – 1690.) je zaslužan za glavnu znamenitost Rostova Velikog, kremlj, koji je od mnogih smatran kao najfiniji od svih ne-moskovskih.
Grad su razorili Mongoli ue 13. i 14. stoljeću te Poljaci 1608. Zahvaljujući toj činjenici, Rostov je danas malo više od jednog usnulog sela. 
Metropolitova stolica je premještena u Jaroslavlj u kasnom 18. stoljeću.
Pored svoje povijesti, Rostov Veliki je poznat po njegovom staklenom emajlu.

## Izgled
Središnji trg u Rostovu Velikom zauzima velika katedrala Marijina Uzačašća. Ne zna se kada je podignuta sadašnja zgrada, ali kao najvjerojatnije razdoblje se uzima polovica 16. stoljeća. Dolnji dijelovi katedralnih zidova su datirani u 12. stoljeće. Zvonik je izgrađen većim dijelom u 17. stoljeću. Njegova zvona su među najvećima i najslavnijima u Rusiji - svako ima svoje ime. Najveće zvono, izliveno 1688., teži 32 tone. Zove se Sisoj u čast metropolitovom ocu.
Područje između katedralnog trga i jezera je izabrao Jona Sisojevič kao mjesto za njegovu rezidenciju. Svi građevinski radovi su izvedeni između 1667. i 1694. godine. Glavne građevine su crkva Spasitelja na Senjah iz 1675., crkva svetog Grgura iz 1670., i barbakanske crkve svetog Ivana Apostola iz 1683. i Vazmenja Kristova iz 1670. Rezidencija, često pogrešno nazivana kremljem, sadrži 11 kula, brojne palače, nekoliko manjih zvonika i baroknu crkvu Gospe Smolenske iz 1693. Sve crkve su vješto oličene i dekorirane.
Katedrala i četiri visoke kremaljske crkve s njihovim srebrnim "slijepim" kupolama su oponašane diljem grada. Ova vodilja je posebno vidljiva na crkvi Spasitelja na tržnici i katedralnoj crkvi Kristova Rođenja, a obje potječu iz 17. stoljeća i nalaze se uz kremaljske zidove. Najstarija crkva u gradu je posvećena svetom Izidoru Blaženom 1565. godine. Kažu da je Ivan Grozni dao pogubiti arhitekta, jer je njegova crkva bila toliko manja od njene prethodnice.

Sa strana "kremlju" su dva velika samostana, oba gledaju prema jezeru Neru. Nadesno od kremlja je samostana posvećen Abrahamu, a utemeljen je u 11. stoljeću i jedan je od najstarijih u Rusiji. Njegova katedrala, čiju je gradnju dao započeti Ivan Grozni 1553. za spomen u osvajanje Kazana, bila je nadahnuće brojnim crkvama u tom području, posebice u Jaroslavlju. 
Jakovljevski samostan, smješten na lijevo od kremlja, na gradskom rubu, je bio uvelike slavljen kao svetište posvećeno svetom Dmitru Rostovskom. Većina samostanskih struktura je bila sagrađena u kasnom 18. i početkom 19. stoljeću u finom neoklasičnom stilu. Ondje su i dvije crkve iz 17. stoljeća, posvećene Začeću svete Ane i Preobraženju Našeg Spasitelja. Za razliku većine drugih crkava u gradu, samostan pripada Ruskoj pravoslavnoj crkvi i dom je bogoslovnom seminaru.

## Okružje
Rostov i okolica su bogati primjerima starog graditeljstva. Primjerice, stara drvena crkva, građena 1687. – 1689. se može viditi u selu Išniji. 
Jedan od najbolje očuvenih samostana u Rusiji, samostan svetih Borisa i Gleba je smješten u gradiću Borisoglebskom, nekih 20 km od grada. Borisoglebski samostan je bio omiljen Ivanu Groznom koji je osobno nadzirao izgradnju zidova sa zvonicima, i zvonik još starije katedrale. Jedini dodatak napravljen na samostanu poslije smrti Ivana Groznog je veličanstvena barbakanska crkva (crkva s utvrđenim ulazom), koju je dao graditi metropolit Jona Sisojevič.

## Vanjske poveznice
- Službene stranice rostovskog kremlja (na ruskome)
- Rostovske znamenitosti (na ruskome)  Arhivirana inačica izvorne stranice od 5. prosinca 2004. (Wayback Machine) (klikni do broja za viditi sliku)
- Još znamenitosti grada Rostova Velikog (na ruskome)  Arhivirana inačica izvorne stranice od 5. prosinca 2004. (Wayback Machine) (klikni do broja za viditi sliku)
- Samostan svetog Borisa i Gleba (na ruskome)  Arhivirana inačica izvorne stranice od 31. listopada 2004. (Wayback Machine) (klikni do broja za viditi sliku)